# Necropoli di Brodu
La necropoli di a Domus de Janas di Brodu è un importante sito archeologico preistorico situato nel comune di Oniferi, in provincia di Nuoro.

## Descrizione
La necropoli a domus de janas di Brodu è uno dei siti più rilevanti nel territorio di Oniferi. Questa è costituita da n. 4 ipogei dei quali alcuni in ottimo stato di conservazione. 
Di particolare interesse la Tomba 1 in quanto costituita da un'aula centrale, reniforme con la presenza di due pilastri con funzioni statiche. Questo ipogeo si presenta come scarsamente rifiniti e parzialmente incompiuto. Tra le ipotesi formulate dagli studiosi si richiama il fatto che a causa della scarsa qualita del banco roccioso si sia verificata la necessità di abbandanare la costruzione dell'ipogeo. Da notare il focolare rituale presente nella piccolissima anticella. 
La tomba n. 2 è costituita da un dromos parzialmente scavato e parzialmente realizzato in muratura con la giustaposizione di blocchi di trachite grezzi a prosecuzione della porzione scavata nella roccia. A seguire l'anticella, a semicerchio, di indubbio interesse in quanto si notano in altorilievo gli elementi costruttivi costituiti dagli stipiti della porta e dalle travi che riproducono le abitazioni dei vivi. Alcune coppelle incise nel lato sud dell'anticella riproducono probabili riferimenti astronomici. Le celle interne dell'ipogeo n. 2 sono invece di difficile accesso. 
La tomba n. 3 e quella n. 4 sono sicuramente tra le più spettacolari dell'intera area del Nuorese in quanto, altre ad elementi e particolari architettonici, oltre ai raffinati interni con elementi architettonici riproducenti le capanne delle popolazione neolitiche che hanno dato origine a questi monumenti, vi è la presenza di incisioni in altorilievo nel portello di accesso alla parte interna della tomba stessa. Tali elementi costituiscono delle protomi taurine multiple con funzione magico religioso. Tra le ipotesi degli studiosi è accreditata la tesi che il defunto venisse deposto direttamente all'interno della madre terra e il suo spirito venisse affidato in qualche modo al Dio Toro per il suo trasporto nel mondo dell'aldilà. Trattandosi di costruzioni risalenti al III millennio a.c. sono però numerose le ipotesi formulate che gli studiosi aspettano di vedere confermate in un prossimo futuro.

## Scavi
La necropoli è stata ampiamente studiata, tuttavia necessita di ulteriori interventi conoscitivi ed esplorativi